# Matrix
Matrix är en amerikansk science fiction/actionfilm från 1999 i regi av syskonen Wachowski. Den hade biopremiär i USA den 31 mars 1999.

## Handling
Datahackern Thomas A. Anderson, alias Neo blir kontaktad av en man som heter Morpheus som påstås vara världens farligaste terrorist. Då Neo står öga mot öga med Morpheus säger han att Neo lever i en overklig värld som kallas The Matrix. Morpheus tar fram två olika piller, ett rött och ett blått. Det röda kommer att ta Neo till den riktiga världen och det blå gör att Neo vaknar hemma hos sig och glömmer att han har träffat Morpheus. Neo bestämmer sig för det röda. Efter några minuter vaknar Neo i en pod med vatten som ligger i ett gigantiskt torn. Han har massa kablar runt sin kropp, en maskin dyker upp och tar bort kablarna från Neos kropp och han blir förd till ett skepp med Morpheus som kapten.
Morpheus säger till Neo att året är nära 2199 och mänskligheten slåss mot maskiner med artificiell intelligens som människan har skapat tidigt under 2000-talet. Maskinerna använder människor som biologiska batterier för att maskinerna behöver ständig ström, vilket innebär att människan inte längre föds utan odlas. Solen har blockerats för länge sedan av mörka moln som människorna skapat för att stoppa maskinerna när de använde solkraft. Den enda staden som finns kvar i världen är den underjordiska staden Zion.
Världen som Neo har bebott sedan födseln är Matrix, en illusorisk simulerad verklighet konstruerad av världen som den var under 1999 utvecklats av maskiner för att hålla människor fogliga i sin fångenskap. Morpheus och hans besättning är en grupp av fria människor vars syfte är att befria andra från Matrix och rekrytera dem till deras motstånd mot maskinerna. Inom Matrix, kan de använda sin förståelse av dess natur att böja fysikens lagar inom simulering och ge dem övermänskliga förmågor. Morpheus anser att Neo är Den utvalde, en man som kommer att få slut på kriget genom sin obegränsade kontroll över Matrix. Gruppen är beroende av telefoner för att kunna lämna Matrix.
Inne i Matrix finns det agenter som är vaktprogram vilka eliminerar alla som på något vis hotar dess existens eller avslöjar dess sanna natur. När Neo och besättningen går in i Matrix blir Morpheus kidnappad av agenter som försöker manipulera hans hjärna för att få koden till Zion. Det blir upp till Neo och Trinity (en besättningsmedlem på Morpheus skepp) att rädda Morpheus.
Men agenternas ledare, agent Smith, har egna planer för mänskligheten.

## Om filmen
- Filmen spelade totalt in drygt 460 miljoner dollar världen över.[3] Matrix populariserade specialeffekter i action-genren och introducerade bullet-time-effekten, en filmisk effekt där tid och rum kan stannas upp med hjälp av flera hundra kameror, och i ett stillastående moment filmat från olika vinklar.[4][5]
- Filmen ställer frågorna om vad som är verkligt och vad som är inbillat, om det fria valet finns om vad som skiljer människan från maskinen. Den skildrar också den postmoderna människans ångest inför världens framtid med tanke på befolkningstillväxt, automatisering av produktionsprocesserna, miljöförstöring och annat.
- Många ser likheter mellan Matrix och filmen Dark City. Filmen är inspirerad av boken Neuromancer och Alice i Underlandet samt filmerna Ghost in the Shell och Blade Runner. [6][7] Inledningen återanvänder scenbyggen från Dark City.
- I slutet av filmen står det några nummer vilket datum och år det är: 14:32:21 on 18th September 2199, den riktiga världen är framtiden.
- Filmen producerades av bland andra det amerikanska filmbolaget Warner Bros. och det australiensiska filmbolaget Roadshow Entertainment.[1]
- Speltiden är 136 minuter. [2]
- Filmen vann fyra Oscar för bästa klippning, bästa specialeffekter, bästa ljud och bästa ljudredigering.[8]
- Uppföljare: The Animatrix (2003), The Matrix Reloaded (2003) samt The Matrix Revolutions (2003).
- Sean Connery var tänkt att spela rollfiguren Morpheus, men tackade nej då han ansåg att manuset var så svårt att förstå. Likadant, så var Will Smith den skådespelaren som syskonen Wachowski ville redan från början skulle spela Neo, men Smith tackade nej. Manuset fick därefter skrivas om på grund av att ingen av skådespelarna ville ha rollerna i filmen.

### Rollfigurer och namnsymbolik
- Morpheus, kapten på skeppet Nebuchadnezzar och Neos mentor/vän, är drömmarnas gud (Morfeus) i grekisk mytologi.
- Nebuchadnezzar , Morpheus svävarfartyg, är namnet med den babylonske storkonung, som ville ha sina drömmar uttydda enligt Daniels bok i Gamla Testamentet. Nebukadnessar genomförde under sin regeringstid tre erövringståg mot Israel, det vill säga Sion. I Matrixtrilogin utspelar sig kampen för det tredje Sion.
- Neo är Matrixtrilogins frälsargestalt, den utvalda, som ska rädda människorna från Matrix och maskinerna. Hans namn är ordagrant "ny" eller "nytt", men ett anagram på namnet ger även engelska ordet "One", vilket i filmerna kompletteras med tillnamnet "the One", det vill säga den Utvalde, motsvarande Messias eller Kristus. För att bli the One måste Neo först dö och återfödas genom Treenigheten.
- Niobe, ej med i den första filmen, och Morpheus tidigare kärlek, och nuvarande fästmö till kommendanten i Zion, var också namnet på den drottning av Tebe, vars barn dödades av en gud som Niobe utmanat. Niobe blev symbolen för evig sorg i grekisk mytologi.
- The Oracle är ett av de mest intelligenta programmen i Matrix, hon ger råd till Neo och Morpheus. Precis som hennes motsvarighet i grekisk mytologi, Oraklet i Delfi, är hennes råd ofta dunkla. I hennes kök hänger en skylt med texten "Know thyself" - "Känn dig själv", denna text fanns även i Oraklet i Delfis förtempel.
- Trinity är Neos älskade, och hennes namn översätts till svenskans "Treenighet", den kristna benämningen på enheten mellan Fadern, Sonen och Den Helige Ande.
- Zion är människornas sista stad, och motsvarar Bibelns Sion, dvs de utvaldas land.
- Seraph, ej med i den första filmen, är singularis för Serafer, (eng. Seraphim) en sorts änglar med sex vingar, varav med två de täckte sitt ansikte, två sina fötter och två flög de med. Jesaja kap 6.
- Persephone, ej med i den första filmen, hustru till Merovingian, är enligt grekisk mytologi underjordens gudinna och Hades fru.
- Merovingian, ej med i den första filmen, namnet på kungaätten Merovingerna som styrde över frankerna från 481 till 751.
- Agent Smith. Namnet Smith är i USA det mest förekommande efternamnet[9] och är, liksom "Svensson" i Sverige, en symbol för vanlighet eller anonymitet. Agent Smiths kumpaner Agent Brown och Jones har också vanliga namn, jämför med "Johansson" eller "Karlsson". Det finns få skillnader mellan agenterna och deras personligheter och de har exakt samma kläder. Detta ska stå som symbol för maskinernas "robotiska" belägenhet. Han fungerar som en skugga av Neo.

## Rollista (urval)[10]
- Keanu Reeves - Thomas A. Anderson / Neo
- Laurence Fishburne - Morpheus
- Carrie-Anne Moss - Trinity
- Hugo Weaving - Agent Smith
- Gloria Foster - Oraklet
- Joe Pantoliano - Cypher
- Marcus Chong - Tank
- Julian Arahanga - Apoc
- Matt Doran - Mouse
- Belinda McClory - Switch
- Anthony Ray Parker - Dozer
- Paul Goddard - Agent Brown
- Robert Taylor - Agent Jones